# مورين (ألبرتا)
مورين (بالإنجليزية: Morrin, Alberta)‏ هي قرية تقع في كندا في ألبرتا. يقدر عدد سكانها بـ 245 نسمة ومساحتها 0.82 كم2 وترتفع عن سطح البحر 832 متر.